# Rikizo Matsuhashi
Rikizo Matsuhashi (Tokio, 22 augustus 1968) is een voormalig Japans voetballer.